# 자말 블랙맨
자말 클린트-로스 블랙맨(Jamal Clint-Ross Blackman, 1993년 10월 23일 ~ )은 잉글랜드의 축구 선수이다. 엑서터 시티에서 골키퍼를 맡고 있다.

## 첼시 시절
블랙맨은 첼시 13세 이하 팀으로 들어와 클럽의 선수 육성 시스템을 통해 자랐다. 블랙맨은 2011년 10월 29일에 처음으로 벤치에서 프리미어리그 1군 경기에 모습을 보였다. 이날 첼시 FC는 아스널에게 3-5로 졌다. 그는 2011-12시즌에 1군 선수들과 규칙적으로 훈련하기 시작했다. 그리고 그 해, 첼시 U-18 팀은 FA 유스 컵에서 우승했다. 블랙맨은 2014년 6월에 첼시와 5년 계약을 맺엊다.
2014년 8월 31일, 블랙맨은 2014-15 풋볼 챔피언십의 팀인 미들즈브러에 임대되었다. 블랙맨은 2014년 9월 23일 2014-15 풋볼 리그 컵 3라운드 리버풀 전에서 데뷔를 하였다. 미들즈브러와 리버풀은 120분동안 승패를 가리지 못하고 승부차기로 넘어갔으나 승부차기에서 13-14로 졌다. 그러나 블랙맨이 스털링의 슛을 막은 것이 리버풀의 빠른 승리를 막았다. 2015년 1월 6일, 블랙맨은 임대에서 돌아와 티보 쿠르투아와 아스미르 베고비치의 교체선수를 담당하고 있다.